# Primera División Uruguaya 1998
Il campionato era formato da dodici squadre e il Nacional vinse il titolo. Non vi furono retrocessioni.

## Apertura
| Pos. | Squadra              | G  | V | N | P | GF | GS | Punti |
| ---- | -------------------- | -- | - | - | - | -- | -- | ----- |
| 1    | Nacional             | 11 | 9 | 0 | 2 | 32 | 14 | 27    |
| 2    | Bella Vista          | 11 | 5 | 5 | 1 | 10 | 7  | 20    |
| 3    | Peñarol              | 11 | 6 | 0 | 5 | 15 | 14 | 18    |
| 4    | Defensor Sporting    | 11 | 4 | 4 | 3 | 14 | 12 | 16    |
| 5    | River Plate          | 11 | 4 | 2 | 5 | 22 | 20 | 14    |
| 6    | Montevideo Wanderers | 11 | 3 | 5 | 3 | 14 | 15 | 14    |
| 7    | Rampla Juniors       | 11 | 3 | 4 | 4 | 10 | 13 | 13    |
| 8    | Rentistas            | 11 | 2 | 6 | 3 | 10 | 12 | 12    |
| 9    | Villa Española       | 11 | 3 | 3 | 5 | 9  | 11 | 12    |
| 10   | Huracán Buceo        | 11 | 2 | 5 | 4 | 15 | 19 | 11    |
| 11   | Danubio              | 11 | 3 | 2 | 6 | 11 | 18 | 11    |
| 12   | Liverpool            | 11 | 2 | 4 | 5 | 7  | 14 | 10    |

G = Partite giocate; V = Vittorie; N = Nulle/Pareggi; P = Perse; GF = Goal fatti; GS = Goal subiti; 

## Clausura
| Pos. | Squadra              | G  | V | N | P | GF | GS | Punti |
| ---- | -------------------- | -- | - | - | - | -- | -- | ----- |
| 1    | Nacional             | 11 | 7 | 2 | 2 | 19 | 8  | 23    |
| 2    | Rentistas            | 11 | 6 | 4 | 1 | 9  | 3  | 22    |
| 3    | River Plate          | 11 | 5 | 4 | 2 | 21 | 11 | 19    |
| 4    | Peñarol              | 11 | 6 | 1 | 4 | 25 | 20 | 19    |
| 5    | Danubio              | 11 | 5 | 4 | 2 | 12 | 7  | 19    |
| 6    | Bella Vista          | 11 | 3 | 6 | 2 | 14 | 10 | 15    |
| 7    | Defensor Sporting    | 11 | 2 | 7 | 2 | 12 | 14 | 13    |
| 8    | Liverpool            | 11 | 2 | 5 | 4 | 6  | 10 | 11    |
| 9    | Huracán Buceo        | 11 | 3 | 2 | 6 | 10 | 16 | 11    |
| 10   | Rampla Juniors       | 11 | 3 | 2 | 6 | 10 | 18 | 11    |
| 11   | Villa Española       | 11 | 2 | 4 | 5 | 13 | 18 | 10    |
| 12   | Montevideo Wanderers | 11 | 0 | 3 | 8 | 8  | 24 | 3     |

G = Partite giocate; V = Vittorie; N = Nulle/Pareggi; P = Perse; GF = Goal fatti; GS = Goal subiti; 

## Complessivo
| Pos. | Squadra              | G  | V  | N  | P  | GF | GS | Punti |
| ---- | -------------------- | -- | -- | -- | -- | -- | -- | ----- |
| 1    | Nacional             | 22 | 16 | 2  | 4  | 51 | 22 | 50    |
| 2    | Peñarol              | 22 | 12 | 1  | 9  | 40 | 34 | 37    |
| 3    | Bella Vista          | 22 | 8  | 11 | 3  | 24 | 17 | 35    |
| 4    | Rentistas            | 22 | 8  | 10 | 4  | 19 | 15 | 34    |
| 5    | River Plate          | 22 | 9  | 6  | 7  | 43 | 31 | 33    |
| 6    | Danubio              | 22 | 8  | 6  | 8  | 23 | 25 | 30    |
| 7    | Defensor Sporting    | 22 | 6  | 11 | 5  | 26 | 26 | 29    |
| 8    | Rampla Juniors       | 22 | 6  | 6  | 10 | 20 | 31 | 24    |
| 9    | Villa Española       | 22 | 5  | 7  | 10 | 22 | 29 | 22    |
| 10   | Huracán Buceo        | 22 | 5  | 7  | 10 | 25 | 35 | 22    |
| 11   | Liverpool            | 22 | 4  | 9  | 9  | 13 | 24 | 21    |
| 12   | Montevideo Wanderers | 22 | 3  | 8  | 11 | 22 | 39 | 17    |

G = Partite giocate; V = Vittorie; N = Nulle/Pareggi; P = Perse; GF = Goal fatti; GS = Goal subiti; 

## Classifica marcatori
| Gol |  |  | Giocatore        | Squadra         |
| --- |  |  | ---------------- | --------------- |
| 13  |  |  | Martín Rodríguez | River Plate (M) |
| 13  |  |  | Rubén Sosa       | Nacional        |
| 10  |  |  | Diego Alonso     | Bella Vista     |
| 9   |  |  | Milton Núñez     | Nacional        |